# Wyżnia Młynarzowa Przehyba
Wyżnia Młynarzowa Przehyba (słow. Vyšná Mlynárova priehyba, ok. 2125 m) – przełączka w południowo-zachodniej grani Młynarza (główna grań Młynarza) w słowackich Tatrach Wysokich. Znajduje się pomiędzy Basztowym Zwornikiem (ok. 2130 m) a Młynarzową Czubką (ok. 2125 m). Jest to trawiaste siodełko zaledwie kilkadziesiąt centymetrów wgłębione w grań. Na północny zachód do Doliny Żabiej Białczańskiej z przełęczy opada z niego żleb z litymi progami i zaklinowanymi głazami. Ma wylot na piarżystym tarasie nad Wyżnim Żabim Stawie Białczańskim. Żlebem tym prowadzi jedna z dróg na Młynarza (I w skali tatrzańskiej). Na południe do Doliny Ciężkiej opada z przełączki mało stromy trawiasty stok do Żlebu Ascety.
Nazwę przełączki utworzył Władysław Cywiński.

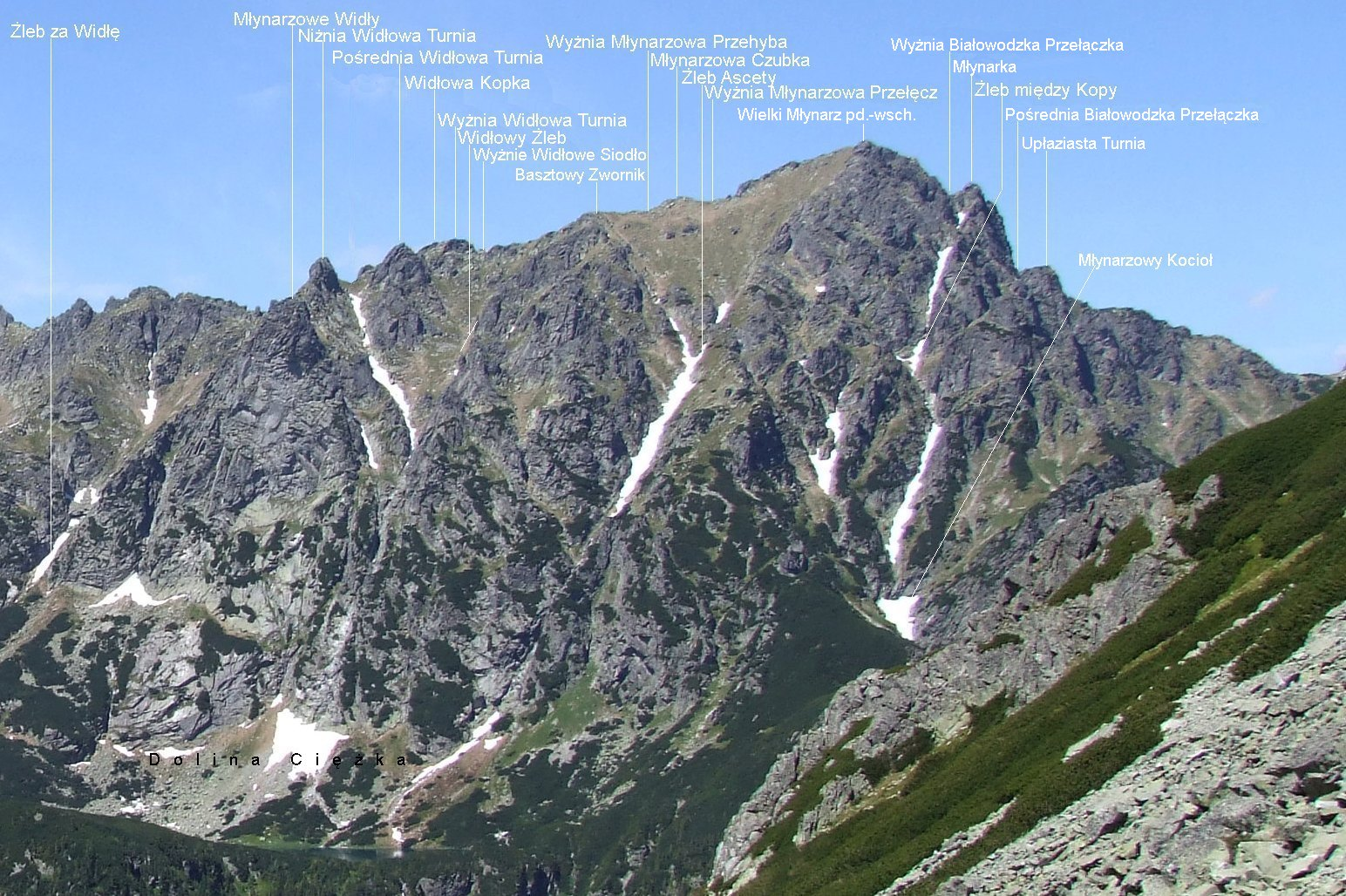
Widok z Doliny Litworowej